# لیک هنری (مینه‌سوتا)
لیک هنری، مینه‌سوتا (به انگلیسی: Lake Henry, Minnesota) یک شهر در ایالات متحده آمریکا است که در شهرستان استیرنز، مینه‌سوتا واقع شده‌است.

## خصوصیات
لیک هنری ۰٫۵۲ کیلومترمربع مساحت و ۱۰۳ نفر جمعیت دارد و ۳۹۹ متر بالاتر از سطح دریا واقع شده‌است.